# Алигаторови
Алигаторовите (Alligatoridae) са едно от трите семейства на разред крокодили, заедно с крокодиловите и гавиаловите.
Алигаторовите се делят на 2 групи, попадащи обаче в 1 семейство – алигатори и каймани. Между двете групи почти няма различия, деленето е по-скоро на географски принцип - алигаторите са в най-южните части на САЩ, а кайманите - в Централна и Южна Америка.
Алигаторовите са разпространени почти изцяло на американския континент, с изключение на т.нар. китайски алигатор, разпространен в река Яндзъ в Китай.
Обитават преди всичко сладки води, но има и видове, които живеят и в солени води, предимно с ниско съдържание на сол.
Размерите им варират в широки граници – от 1,2 m при китайския алигатор до 7 метра при черния кайман от Южна Америка.
Алигаторовите обединяват 8 вида крокодили, 5 от които са опасни за човека.
Менюто на тези животни сътавляват както риби, влечуги и птици, така и големи животни като елени, тапири, дори пуми, ягуари и мечки.

## Видове
Съществуват 8 вида алигаторови:
- Китайски алигатор Alligator sinensis
- Американски алигатор Alligator mississippiensis
- Кайман якаре Caiman yacare
- Очилат кайман Caiman crocodylus
- Широкомуцунест кайман Caiman latirostris
- Кайман на Кювие Paleosuchus palpebros
- Ивичест кайман Paleosuchus trigonatus
- Черен кайман Melanosuchus niger